# شيلا تيري
شيلا تيري (بالإنجليزية: Sheila Terry)‏ هي ممثلة أمريكية، ولدت في 5 مارس 1910 في الولايات المتحدة، وتوفيت في 19 يناير 1957 بنيويورك في الولايات المتحدة.

## وصلات خارجية
- شيلا تيري على موقع IMDb (الإنجليزية)
- شيلا تيري على موقع قاعدة بيانات الفيلم (الإنجليزية)